# Cilunculus achelioides
Cilunculus achelioides là một loài nhện biển trong họ Ammotheidae. Loài này thuộc chi Cilunculus. Cilunculus achelioides được miêu tả khoa học năm 1991 bởi Stock.